# رسوم عائمة
الرسوم العائمة، مصلحة ضمان على صندوق متغير الأصول المالية (الأسهم مثلًا) تابعة لشركة أو لأي شخص قانوني آخر. على عكس الرسوم الثابتة، التي تُنشأ على الممتلكات المؤكدة والمحددة، تُنشأ الرسوم العائمة على الممتلكات ذات الطبيعة المتنقلة والمتغيرة. ومن الأمثلة على هذه الممتلكات المستحقات والأسهم. الرسوم العائمة «تطفو» أو «تحوم» إلى أن تصل نقطة تُحول فيها إلى رسوم ثابتة. بمجرد أن تصبح «رسومًا ثابتة»، تُلصق بقيمة مالية محددة. تحوّل الرسوم العائمة إلى رسوم ثابتة (والذي يُطلق عليه «البلورة») يمكن أن يؤدي إلى الأخذ باختصاصات القانون العام والذي هو شرط تعاقدي في المستندات الأمنية إذ يخلق رسومًا عائمة تؤدي إلى إيقاف حق الشركة في التعامل مع الأصول المالية (بما في ذلك بسبب إجراءات تصفية الشركة) في سياق العمل العادي والذي يقود في النهاية إلى عملية البلورة التلقائية. بالإضافة إلى ذلك، تتضمن المستندات الأمنية عادةً بنودًا صريحة مفادها أن عجز الشخص الذي يمنح الضمان سيؤدي إلى بلورته. 
في معظم البلدان، لا يمكن منح الرسوم العائمة إلا من قبل الشركات أو الشركات التضامنية محدودة المسؤولية أو الكيانات المماثلة ذات الشخصية القانونية المستقلة. إذا حاول شخص أو شراكة منح رسوم عائمة، فعندئذ في معظم الولايات القضائية التي تعترف بالرسوم العائمة، سيكون ذلك باطلاً كمهمة عامة في مفهوم الإفلاس. 
تسري الرسوم العائمة في مجال حقوق الملكية فقط، وبالتالي تُهزم من قبل المشترين ذوي النية الحسنة مقابل القيمة دون إشعار يخص أي أصل تغطيه هذه النية. في الممارسة العملية، نظرًا لأن لدى الدائن أو فارض الرسوم القدرة على التخلص من الأصول الخاضعة للرسوم العائمة، لذلك فإن هذا لا يكون إلا نتيجة لعمليات التخلص التي تحدث بعد بلورة الرسوم.

## التاريخ
وُصِفت الرسوم العائمة بأنها «واحدة من ألمع إبداعات الأسهم العادية».
 

كانت الحالة الإنجليزية المسجلة الأولى التي طُبّقت فيها الرسوم العائمة هي قضية بنما، ونيوزيلندا، وشركة البريد الأسترالية المحدودة (1870) 5 Ch App 318. وازدادت شعبية استخدام مثل هذه الرسوم العائمة وتوسعت بسرعة حتى، كما وصف اللورد والكر: «أصبحت الرسوم العائمة كالوقواق في عش إعسار الشركات». زادت حدة انتقاد تأثير تنامي الرسوم العائمة، حتى أعلن اللورد ماكناغتين في قضية Salomon v A Salomon & Co Ltd [1896] UKHL 1, [1897] AC 22 ما يلي: 
«بالنسبة لمثل هذه الكارثة التي حدثت في هذه الحالة، يلوم البعض القانون الذي يسمح بإنشاء رسوم عائمة. لكن الرسوم العائمة هي وسيلة مريحة للغاية لإلغاء التأمينات. لقد فكرت طويلا، وأظن أن بعض لورداتكم يعتقدون أيضا، أن الدائنين التجاريين العاديين لشركة تجارية يجب أن يكون لديهم مطالبة تفضيلية على أصول التصفية فيما يتعلق بالديون المتكبَّدة في غضون فترة زمنية محددة قبل الانتهاء. لكن هذا ليس القانون الساري في الوقت الحاضر. يعلم الجميع أنه عندما يكون هناك أصحاب سندات دائمين يندفعون بشكل عام ويكتسحون كل شيء؛ لذا ستكون فضيحة كبيرة».
وقد أدى ذلك إلى التراجع عن تأثير الرسوم العائمة في شكل مدفوعات تفضيلية ضمن قانون تعديل الإفلاس لعام 1897.

## تعريفها
«الأوراق المالية العائمة هي رسوم عادلة على الأصول المالية في الوقت الحالي لكونها من الأمور التي تثير الاهتمام. إذ تعلق على الموضوع الذي فُرِضت الرسوم عليه في الظروف المختلفة التي يحدث فيها ذلك من وقت لآخر. جوهر مثل هذه الرسوم يتمثل في بقائها خامدةً إلى أن يتوقف التعهد عن العمل، أو إلى أن يتدخل الشخص الذي أُنشِئت الرسوم لصالحه .يمكن بالطبع تعليق حقه في التدخل بالاتفاق، لكن إذا لم يكن هناك اتفاق للتعليق، فيحق له أن يمارس حقه كلما يشاء بعد التقصير».
ومن ثم في وقت لاحق في قضية ايلينغوورث ضد هولدسوورث  [1904] AC 355 358 قال:
«... تكون الرسوم العائمة متنقلة تتحرك بطبيعتها، وتحوم في الأرجاء، ولْنقُل تطوف مع المُلكية التي يُراد بها العمل حتى وقوع بعض الأحداث أو القيام بعمل ما يؤدي إلى استقرارها وربطها بموضوع الرسوم التي في متناول اليد والتي يمكن فهمها».
قُدّم وصف لاحقًا في قضية جمعية نافشي صوف يوركشاير [1903] 2 Ch 284، وعلى الرغم من أن القاضي رومر ل. ج. صرح بوضوح في هذه الحالة أنه لا ينوي تقديم تعريف لمصطلح الرسوم العائمة، فوصفه هو الأكثر موثوقية عمومًا في تعريف ماهية الرسوم العائمة:
- إنها رسوم على فئة من الأصول المالية الحالية والمستقبلية؛
- سوف تتغير هذه الفئة من وقت لآخر؛
- وحتى تتبلور الرسوم تتعلق على الأصول المالية، يسمح للدائن مواصلة أعماله بالطريقة العادية.

عند إجراء مراجعة حديثة للسلطات، تمشياً مع هذا التقليد، في قضية بنك ويستمنستر الوطني Plc ضد شركة سبيكترم بلاص [2005] UKHL 41، صوت مجلس اللوردات على وصف الخاصية الأساسية للرسوم العائمة بدلاً من تعريفها، ووصفوه هكذا:
«أخيرًا لا يُخصَّص الأصل المالي الخاضع للرسوم كضمان لسداد الدين حتى وقوع حدث ما في المستقبل. وفي الوقت نفسه، يُتاح للدائن التصرف بحرية لاستخدام الأصل الذي فُرِضت عليه الرسوم وإزالته من الورقة المالية».

## إعادة توصيفها
في قضية بنك ويستمنستر الوطني Plc ضد شركة سبيكترم بلاص [2005] UKHL 41، قام مجلس اللوردات أخيرًا بتوضيح هذا المجال من القانون. الاختبار الأساسي لمعرفة ما إذا كانت الرسوم عبارة عن مبلغ ثابت يتعلق بقدرة الدائن على الاستمرار في التعامل مع الأصل المالي. من أجل الحفاظ على حالة الرسوم باعتبارها ثابتة، يجب على البنك ممارسة السيطرة الفعلية على التخلص من الأصل المالي. إذا كان الدائن قادرًا على التعامل مع الأصل، على سبيل المثال من خلال السحب من الحساب الذي يُحتفَظ فيه بالأموال المفروضة، أو الذي تودع عائدات المستحقات التجارية فيه، فلن يكون لحامل الرسوم سيطرة فعلية. ورأى القضاة أنه نظرًا لأن هذا لا يتعارض مع حالة الرسوم كما هو ثابت (إذا كانت الشركة الدائنة قادرة على استخدام العائدات في سياق أعمالها العادية دون موافقة صاحب الرسوم)، فإن الرسوم يمكن أن تصبح نافذة المفعول فقط على هيئة رسوم عائمة.

## طبيعة فائدة الرسوم
اقترح العديد من المؤلفين أن الدائن العائم، قبل البلورة، قد لا يكون له فائدة مُلكية على الإطلاق في الأصول المالية المرسومة. ومع ذلك، لا يتعارض هذا مع قضايا مثل قضية شركة الطيف على مستوى أعلى ما يشير إلى وجود مصلحة مملوكة.
بدلاً من ذلك، قد يكون للدائن العائم نوع غير مكتمل من فائدة المُلكية، مع خصائص مملوكة لكنها أقل رتبةً من فائدة الملكية للدائن برسوم ثابتة. ذكر بعض المؤلفين أن هناك فائدة في صندوق الأصول، ولكن طبيعة وحوادث الفائدة لا تزال غير واضحة. وقد حصل هذا على بعض الدعم القضائي، من اللورد ووكر في قضية شركة سبيكترم، على سبيل المثال.